# Nokia 701
Nokia 701 este un smartphone lansat în 2011 cu sistemul de operare Nokia Belle. Are un ecran de 3.5 inchi IPS-LCD cu rezoluția de 360 x 640 pixeli cu tehnologia ClearBlack.
Smartphone-ul are un procesor de 1 GHz, iar cu Nokia Belle Feature Pack 1 este tactat la 1.3 GHz. Un chip grafic HW 2D/3D ce îndeplinește standardele OpenVG1.1 și OpenGL ES 2.0, 512 MB RAM, 1 GB ROM, 8 GB spațiu de stocare și suportă card microSD până la 32 GB. Nokia 701 are implementat un modul 3G cu viteze de până la 14.4 Mbps în download și 5.76 Mbps în upload, Wi-Fi cu standardele b/g/n, bluetooth 3.0, NFC, microUSB, USB On-the-go. 
Captura video se poate face la 720p 30 de fps și se poate folosi blițul ca lumină video. Camera foto este de 8 megapixeli cu rezoluția maximă a fotografiei de 3264×2448 pixeli și bliț LED dublu.
Are preinstalat aplicațiile Quickoffice, Adobe PDF Reader, Ovi Store, Nokia Maps, Microsoft Communicator Mobile.